# Nothing Like This
| Оценки критиков  | Оценки критиков |
| Источник         | Оценка          |
| ---------------- | --------------- |
| Allmusic         | [ 1 ]           |
| Associated Press | (positive)      |
| Billboard        | (favorable)     |
| Country Weekly   | [ 4 ]           |
| Roughstock       | [ 5 ]           |

«Nothing Like This» — седьмой студийный альбом американской кантри-группы Rascal Flatts, выпущенный 16 ноября 2010 года на лейбле Big Machine Records. Продюсерами диска стали сами Rascal Flatts, а также Данн Хафф. Диск сразу возглавил кантри-чарт США (в 6-й раз в карьере группы), получил платиновый статус RIAA.

## История
Для лучшего продвижения и рекламы альбома предварительно были изданы три сингла; релиз «I Won’t Let Go» состоялся 25 октября 2010 года, сингл «Play» вышел 2 ноября 2010, а титульный трек был издан 9 ноября 2010 года.
Альбом вышел 16 ноября 2010 года на лейбле Big Machine Records (дебютный на этом новом для них лейбле, после долгой карьеры они рассатлись с фирмой Lyric Street). В первую же неделю релиза диск занял шестое место в хит-параде США Billboard 200 (где стал их седьмым диском в top 10) и № 1 в кантри-чарте Top Country Albums (в 6-й раз) с тиражом в 165 000 копий в США. Прошлый их альбом «Unstoppable» (записанный ещё на прошлом их лейбле Lyric Street), достигал № 1.
24 марта 2012 года суммарный тираж Nothing Like This превысил 1,1 млн копий в США. В итоге альбом получил золотой статус в Канаде и платиновый статус RIAA в США.
Альбом получил в целом положительные или умеренные отзывы музыкальных критиков и интернет-изданий, например от таких как Allmusic (Стефен Томас Эрлуйан поставил диску четыре звезды из пяти, отметив что музыка новго альбома, «это как свежий слой краски на прочный старый дом»), Billboard (Гэри Графф дал благоприятную рецензию, отметив, «что гармонии трио остаются чётким, как свежая пара джинсов Ранглер, отполированными, обманчиво лёгкими и весьма мелодичными, то есть именно то, что мы и привыкли ожидать от Rascal Flatts»), Associated Press (Майкл Маккол из дал альбому положительный отзыв, говоря, что альбом несёт несёт «более свежий, мелодичный звук» по сравнению с предыдущими релизами группы), Roughstock, Country Weekly.

## Список композиций
| №                   | Название                            | Авторы                                        | Длительность |
| ------------------- | ----------------------------------- | --------------------------------------------- | ------------ |
| 1.                  | «Why Wait»                          | Neil Thrasher, Tom Shapiro, Jimmy Yeary       | 3:45         |
| 2.                  | «Easy» (дуэт с Natasha Bedingfield) | Katrina Elam, Mike Mobley                     | 3:39         |
| 3.                  | «Sunday Afternoon»                  | Joe Don Rooney, busbee                        | 3:51         |
| 4.                  | «Play»                              | Bonnie Baker, Elam, Hunter Hayes              | 3:44         |
| 5.                  | «Nothing Like This»                 | Michael Dulaney, Shapiro, Thrasher            | 3:55         |
| 6.                  | «All Night to Get There»            | Jay DeMarcus, Paul Jenkins, Jason Sellers     | 3:21         |
| 7.                  | «Red Camaro»                        | Joe Collins, Chris Tompkins                   | 3:46         |
| 8.                  | «They Try»                          | Thrasher, Shapiro, Yeary                      | 4:15         |
| 9.                  | «Summer Young»                      | Gary LeVox, Wendell Mobley, Thrasher          | 4:12         |
| 10.                 | «Tonight Tonight»                   | LeVox, Chris Lindsey, Aimee Mayo, Ryan Tedder | 3:42         |
| 11.                 | «I Won’t Let Go»                    | Steve Robson, Sellers                         | 3:46         |
| Общая длительность: | Общая длительность:                 | Общая длительность:                           | 41:51        |

## Участники записи
- Джей ДеМаркус — бэк-вокал, бас-гитара
- Гэри ЛеВокс — основной вокал
- Джо Дон Руни — бэк-вокал, электрогитара

## Чарты

### Альбом
| Чарт (2010)                     | Высшая позиция |
| ------------------------------- | -------------- |
| Canadian Albums Chart           | 14             |
| US Billboard 200                | 6              |
| US Billboard Top Country Albums | 1              |

### Синглы
| Год                                    | Сингл                             | Высшая позиция | Высшая позиция | Высшая позиция | Высшая позиция |
| Год                                    | Сингл                             | US Country     | US             | US AC          | CAN            |
| -------------------------------------- | --------------------------------- | -------------- | -------------- | -------------- | -------------- |
| 2010                                   | «Why Wait»                        | 1              | 48             | —              | 60             |
| 2011                                   | «I Won’t Let Go»                  | 2              | 31             | —              | 39             |
| 2011                                   | «Easy» (with Natasha Bedingfield) | 3              | 43             | 20             | —              |
| «—» прочерк означает неучастие в чарте |                                   |                |                |                |                |

### Итоговые годовые чарты
| Чарт (2011)                       | Позиция |
| --------------------------------- | ------- |
| US Billboard 200 (Billboard)      | 17      |
| US Top Current Albums (Billboard) | 17      |
| US Top Country Albums (Billboard) | 3       |

## Даты выхода альбома
| Страна         | Дата           | Лейбл                 | Издания              |
| -------------- | -------------- | --------------------- | -------------------- |
| США            | 16 ноября 2010 | Big Machine Records   | CD, Digital download |
| Канада         | 16 ноября 2010 | Universal Music       | CD, Digital download |
| Australia      | 19 ноября 2010 | Universal Music       | CD, Digital download |
| Новая Зеландия | 19 ноября 2010 | Universal Music       | CD, Digital download |
| Швеция         | 23 января 2013 | Lionheart Music Group | CD, Digital download |